# Mein lieber Scholli
Der Ausdruck Mein lieber Scholli ist eine umgangssprachliche Redewendung,  die im Allgemeinen eine gewisse Überraschung ausdrückt, im positiven wie im negativen Sinn. Sie wird  bewundernd und anerkennend, aber auch warnend verwendet. Der Duden sieht die Redewendung als einen Ausruf des Erstaunens oder der Ermahnung. Vergleichbare Ausdrücke wären zum Beispiel Donnerwetter!, Alle Achtung! oder Mein lieber Schwan / Mein lieber Freund (nimm dich in Acht)/Mein lieber Herr Gesangsverein!

## Entstehung
Zur Entstehung der Redewendung gibt es drei Theorien: 
- Die erste leitet Scholli vom französischen Adjektiv „joli“ (‚schön, nett, hübsch‘) ab. Dann wäre Mein lieber Scholli eine eingedeutschte Form mit der Bedeutung von „Na, mein Hübscher, da hast du dir was geleistet!“ oder ähnliche Aussagen.
- Die zweite Theorie besagt, dass Scholli auf eine reale Person zurückgeht, nämlich auf Ferdinand Joly (1765–1823). Er wurde 1783 von der Universität in Salzburg verwiesen, wobei der Grund anscheinend nicht überliefert ist.[2] Danach soll er ein Vagabunden-Leben geführt und gewisse Eigenheiten kultiviert haben, die ihn zu einem (zumindest in Österreich nicht unbekannten) Original machten. Joly betätigte sich auch als Dichter volkstümlicher Stücke und Lieder. 2003 wurde er mit einem Musical „geehrt“, das den Titel Mei liaba Schole trug.[3]
- Die dritte Theorie besagt, dass Scholli auf Julius August Isaak Jolly (1823–1891) basiert. Dieser war ab 1866 Präsident des badischen Innenministeriums. Durch die von ihm betriebene Trennung von kirchlichen und staatlichen Angelegenheiten nahm er im Badischen Kulturkampf den preußischen Kulturkampf vorweg.  Die kirchenpolitische Gesetzgebung seiner Regierungszeit war vor allem geprägt durch das Kulturexamen der Geistlichen, die Einführung der Zivilehe (1869) und die Einführung der Simultanschule (Entkonfessionalisierung der Schule, 1876). Das Simultanschulgesetz löste eine landesweite Empörung aus und sollte 1876 zur Entlassung Jollys als Ministerpräsident führen. Diese und weitere bei einzelnen Konfessionen unpopuläre Entscheidungen führten zu dem Ausdruck des Erstaunens und der Warnung: "Mein lieber Jolly".